# Marian Cisar
Marian Cisar (né le 25 février 1978 à Bratislava en Slovaquie) est un joueur professionnel slovaque de hockey sur glace qui évoluait au poste de ailier droit. 

## Biographie

### Carrière en club
En 1992, il remporte, avec le HC Slovan Bratislava, le Tournoi international de hockey pee-wee de Québec en classe AA.
Sa carrière professionnelle débute en 1995, où il apparait pour la première fois dans le Championnat de Slovaquie de hockey sur glace sous les couleurs du Slovan, son club formateur. 
Il est choisi en 2e ronde en trente-septième position au total par les Kings de Los Angeles lors du repêchage d'entrée dans la LNH 1996. La saison suivante, il part en Amérique du Nord et évolue dans la LHOu pour l’équipe des Chiefs de Spokane. Avec cette équipe, il participe à la Coupe Memorial en 1998. Le 29 mai 1998, les Kings l’échangent aux Predators de Nashville, en retour de considérations futures : il devient ainsi le tout premier joueur de la franchise des Predators de Nashville, avant le 
repêchage d'expansion qui permet à cette nouvelle équipe d'être formée. 
Durant les saisons 1998-1999 et 1999-2000, il va évoluer pour le club école des Predators, les Admirals de Milwaukee dans la  Ligue internationale de hockey, obtenant un essai de trois matchs dans la Ligue nationale de hockey. La saison suivante, il obtient sa chance d’évoluer dans la LNH, disputant soixante rencontres et comptabilisant vingt-sept points. Lors de la saison 2001-2002, après dix matchs, il contracte une blessure à la hanche qui va mettre un terme à sa saison. Le 22 juillet 2002, il s’entend avec le HC Znojemští Orli, club évoluant dans le Championnat de Tchéquie de hockey sur glace et les Predators accepte qu’il retourne en Europe, tout en gardant ses droits pour la LNH. Après neuf matchs l’expérience en République Tchèque tourne court et il finit la saison dans le Championnat de Finlande de hockey sur glace avec le club de Lukko.
Le 21 mai 2003, il signe un contrat avec les Nürnberg Ice Tigers dans le Championnat d’Allemagne de hockey sur glace. L’année suivante, il s’entend avec un club rival, les Hannover Scorpions. Durant la saison 2004-2005, il est victime d’une commotion cérébrale qui met un terme à sa carrière.

### Carrière internationale
Marian a participé aux sélections jeunes pour la Slovaquie lors des championnats d’Europe junior en 1995 et 1996, ainsi qu’au championnat du monde junior de 1998. Il n’est ensuite jamais convoqué en sélection internationale.

## Statistiques

### En club
| Saison     | Équipe                 | Ligue             |    | Saison régulière | Saison régulière | Saison régulière | Saison régulière | Saison régulière |   | Séries éliminatoires | Séries éliminatoires | Séries éliminatoires | Séries éliminatoires | Séries éliminatoires |
| Saison     | Équipe                 | Ligue             | PJ | B                | A                | Pts              | Pun              | PJ               | B | A                    | Pts                  | Pun                  |                      |                      |
| 1995-1996  | HC Slovan Bratislava   | Extraliga SK      | 13 | 3                | 3                | 6                | 0                | 6                | 3 | 0                    | 3                    | 0                    |                      |                      |
| 1996-1997  | Chiefs de Spokane      | LHOu              | 70 | 31               | 35               | 66               | 52               | 9                | 6 | 2                    | 8                    | 4                    |                      |                      |
| 1997-1998  | Chiefs de Spokane      | LHOu              | 52 | 33               | 40               | 73               | 34               | 18               | 8 | 5                    | 13                   | 8                    |                      |                      |
| 1997-1998  | Chiefs de Spokane      | Coupe Memorial    | 4  | 0                | 4                | 4                | 5                |                  |   |                      |                      |                      |                      |                      |
| 1998-1999  | Admirals de Milwaukee  | LIH               | 51 | 11               | 17               | 28               | 31               | 2                | 0 | 0                    | 0                    | 12                   |                      |                      |
| 1999-2000  | Admirals de Milwaukee  | LIH               | 78 | 20               | 32               | 52               | 82               | 1                | 0 | 0                    | 0                    | 0                    |                      |                      |
| 1999-2000  | Predators de Nashville | LNH               | 3  | 0                | 0                | 0                | 4                | -                | - | -                    | -                    | -                    |                      |                      |
| 2000-2001  | Predators de Nashville | LNH               | 60 | 12               | 15               | 27               | 45               | -                | - | -                    | -                    | -                    |                      |                      |
| 2000-2001  | Admirals de Milwaukee  | LIH               | 15 | 4                | 7                | 11               | 4                | -                | - | -                    | -                    | -                    |                      |                      |
| 2001-2002  | Admirals de Milwaukee  | LAH               | 2  | 1                | 0                | 1                | 2                | -                | - | -                    | -                    | -                    |                      |                      |
| 2001-2002  | Predators de Nashville | LNH               | 10 | 1                | 2                | 3                | 8                |                  |   |                      |                      |                      |                      |                      |
| 2002-2003  | HC Znojemští Orli      | Extraliga tchèque | 9  | 2                | 0                | 2                | 4                | -                | - | -                    | -                    | -                    |                      |                      |
| 2002-2003  | Lukko                  | sm-liiga          | 26 | 6                | 8                | 14               | 6                | -                | - | -                    | -                    | -                    |                      |                      |
| 2003-2004  | Nürnberg Ice Tigers    | DEL               | 43 | 23               | 13               | 36               | 26               | 2                | 0 | 0                    | 0                    | 2                    |                      |                      |
| 2004-2005  | Hannover Scorpions     | DEL               | 14 | 4                | 6                | 10               | 8                | -                | - | -                    | -                    | -                    |                      |                      |
| Totaux LNH | Totaux LNH             | Totaux LNH        | 73 | 13               | 17               | 30               | 57               | -                | - | -                    | -                    | -                    |                      |                      |

### Statistiques en équipe nationale
| Année | Équipe        | Évènement                     |   | PJ | B | A  | Pts | Pun | +/-           |  | Résultat |
| 1994  | Slovaquie U18 | Championnat d'Europe junior B | 5 | 8  | 7 | 15 | 2   |     | Médaille d'or |  |          |
| 1995  | Slovaquie U18 | Championnat d'Europe junior   | 5 | 1  | 1 | 2  | 2   |     | 7e place      |  |          |
| 1998  | Slovaquie U20 | Championnat du monde junior   | 6 | 4  | 1 | 5  | 29  |     | 9e place      |  |          |